# Kunbir atripennis
Kunbir atripennis là một loài bọ cánh cứng trong họ Cerambycidae.